# Karin Kjølbro
Karin Rannvá Kjølbro (født 27. marts 1944 i Klaksvík) er en tidligere færøsk socialarbejder og politiker (TF). Hun var en af pionererne blandt kvinderne i færøsk politik, og var en af de to første kvinder, som blev valgt ind i Lagtinget i 1978. Kjølbro var med til at flytte grænser for det offentliges ansvar for velfærdspolitik og for øget kvindelig deltagelse i det offentlige liv.
Hun har examen artium fra 1963, og er uddannet socialrådgiver og alkoholrådgiver fra henholdsvis 1968 og 1994. Hun arbejder i Andveikraverndin (Udviklingshæmmedes værn) 1969–1971, amtssygehuset i Glostrup i Danmark 1972–1976, og var leder ved Kriminalforsorgin fra 1976 til hun gik på pension.
Kjølbro var suppleant til Lagtinget fra Suðurstreymoy 1970–1974. Hun var, som første kvinde (sammen med Jona Henriksen), valgt ind i Lagtinget 1978–1990. Allerede i 1979 fremlagde Kjøbro et forslag om en færøsk ligestillingslov, men denne blev ikke vedtaget før 1996. En periode var hun også Lagtingets næstformand. Hun var redaktør af partiavisen 14. september 1983–1984, leder af Kvinnufelagssamskipan Føroya 1990–1993, og formand for Vestnordisk Råd 1990–1991. Kjølbro er formand for Arbeiðsloysiskipanin (ALS) og bestyrelsesmedlem i Norðurlandahúsið fra 1996.
Hun er barnebarn af skibsreder Jógvan Fríðrik Kjølbro, niece til skibsreder Ewald Kjølbro og mor til Bergtóra Høgnadóttir Joensen.